# Glubže!
Glubže! (Глубже!) è un film del 2020 diretto da Michail Segal.

## Trama
Il giovane regista ha costretto tutte le figure dell'industria del porno a giocare secondo le sue stesse regole.